# Stallgatan

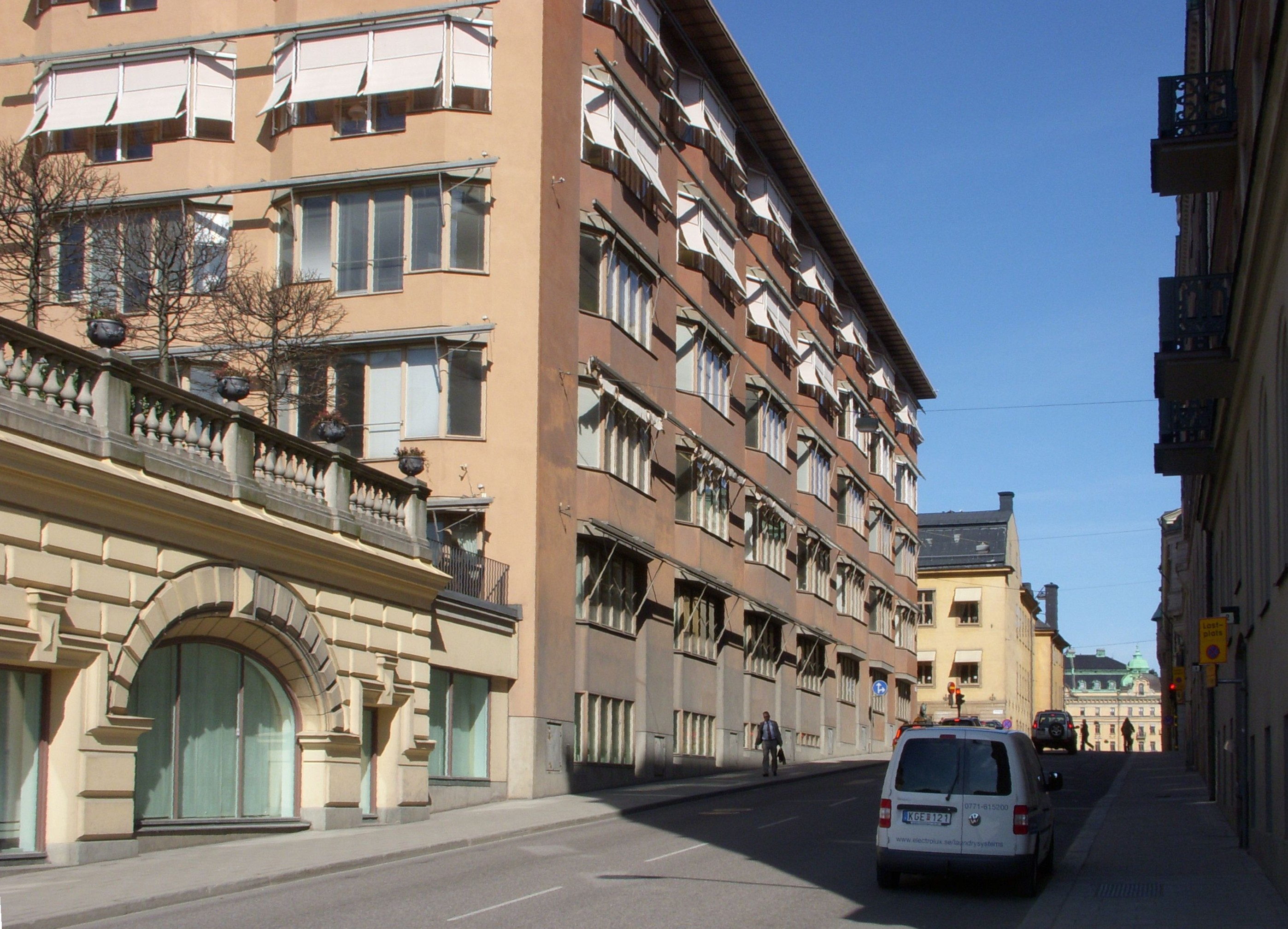
Stallgatan mot norr i april 2009.

Stallgatan är en gata på Blasieholmen i Stockholm. Gatan sträcker sig från Strömkajen till  Nybrokajen på Blasieholmens norra sida. Gatan är enkelriktad mot norr.
Stallgatan (tidigare Stall Gränden 1806) fick förmodligen sitt namn efter det stall, som uppfördes år 1782 genom prinsessan Sofia Albertinas försorg på den tomt, där nuvarande Grand Hôtel finns.
Stadsfullmäktiges beredningsutskott föreslog 1888 namnen Frimuraregatan eller Tempelgatan som skulle anknyta till Frimurarordens hus (Bååtska palatset) respektive den numera rivna Blasieholmskyrkan. Förslaget fullföljdes dock inte. Vid Stallgatans norra sida återfinns Fersenska palatset och Blasieholmstorg, vid södra sidan finns bland annat Strand Hotel.